# Barrio de la Tercia
Barrio de la Tercia es una localidad española, perteneciente al municipio de Villamanín, en la provincia de León y la comarca de La Tercia del Camino, en la Montaña Central, Comunidad Autónoma de Castilla y León.
Situado sobre el cauce del Reguero de  Barrio, afluente del río Fontún, y este a su vez del río Bernesga.
Los terrenos de Barrio de la Tercia limitan con los de Millaró de la Tercia al norte, Piedrafita, Piornedo y Campo al noreste, Villanueva de Pontedo, Pontedo y Cármenes al este, Almuzara, Gete y Felmín al sureste, Valporquero de Torío, Valle de Vegacervera, Villar del Puerto y Velilla de la Tercia al sur, Fontún de la Tercia y Villamanín de la Tercia al suroeste y Golpejar de la Tercia y Villanueva de la Tercia al oeste.
Perteneció al antiguo Concejo de la Tercia del Camino.